# Deutsche Päpste
Als deutsche Päpste werden in der Geschichtswissenschaft Päpste bezeichnet, die man nach zeitgenössischen Kriterien oder früheren Auffassungen als „deutsch“ kategorisieren könnte oder kategorisiert hatte.
Wenn das Deutschsein im Sinne der deutschen Staatsangehörigkeit oder im Rahmen eines deutschen Nationalbewusstseins verstanden wird, war Benedikt XVI. der einzige deutsche Papst in der gesamten Geschichte der katholischen Kirche.
Definiert man Deutschsein oder das Adjektiv „deutsch“ anders, zum Beispiel anhand sprachlicher Verbindungen, politischer Zugehörigkeit eines Vorgängerstaats Deutschlands, kultureller Eigenschaften, des Geburtsorts oder im Kontext historischer Strömungen, wie es die deutsche Romantik oder bestimmte deutsch-nationale Ansichten des 19. und 20. Jahrhunderts taten, hat es im Mittelalter mehrere Päpste gegeben, die aus unterschiedlichen Gründen als „deutsch“ kategorisiert werden könnten bzw. wurden. Insgesamt wurden drei dieser neun Päpste im Gebiet des heutigen Deutschland geboren (Clemens II., Damasus II. und Benedikt XVI.), im Falle von Viktor II. ist der Geburtsort unbekannt.

## Frühmittelalter

### Bonifatius II.
Bonifatius II. († 532) war ein Ostgote und wurde in manchen Veröffentlichungen, vor allem bis zur ersten Hälfte des 20. Jahrhunderts, als erster deutscher Papst bezeichnet.

## Hochmittelalter
Im Rahmen der traditionellen Kirchen- und Papstgeschichtsschreibung werden die fünf von den Saliern eingesetzten Reformpäpste der ottonisch-salischen Reichskirche des 11. Jahrhunderts manchmal insgesamt als die „deutschen Päpste“ bezeichnet. Trotz dieser traditionellen Benennung hat es seinerzeit jedoch keine deutsche Eigenidentität gegeben. Nur zwei oder drei der fünf deutschen Reformpäpste wurden im Gebiet des heutigen Deutschland geboren, drei der Reformpäpste gelten aufgrund ihrer Geburt auch als französische oder österreichische Päpste.

### Gregor V.
Gregor V. wurde 972 als Brun(o) von Kärnten geboren, vermutlich in Stainach im Ennstal, im damaligen Herzogtum Baiern. Er wird in manchen Veröffentlichungen als erster deutscher Papst oder der erste und einzige österreichische Papst bezeichnet.

### Clemens II.
Clemens II. wurde 1005 als Suitger in Hornburg im Stammesherzogtum Sachsen geboren und in manchen Veröffentlichungen als erster deutscher Papst bezeichnet. Er gilt innerhalb der traditionellen Papstgeschichtsschreibung ebenfalls als der Erste der fünf „deutschen“ Reformpäpste. Wie von ihm gewünscht, wurde er im Bamberger Dom beigesetzt. Sein Grab ist das einzige erhaltene Papstgrab nördlich der Alpen.

### Damasus II.
Damasus II. († 1048) wurde als Poppo geboren, vermutlich in der Nähe von Ering in Niederbayern, und gilt als der Zweite der fünf „deutschen“ Reformpäpste.

### Leo IX.
Leo IX. (1002–1054) wurde als Bruno von Egisheim-Dagsburg in der mittleren der Drei Exen im Elsass geboren, das damals zum Herzogtum Schwaben gehörte. Er gilt als der Dritte der fünf „deutschen“ Reformpäpste. Leo IX. wird auch als französischer Papst betrachtet.

### Viktor II.
Viktor II. wurde um 1020 als Gebhard geboren und gilt als der Vierte der fünf traditionellen „deutschen“ Reformpäpste.

### Stephan IX.
Stephan IX. wurde um 1020 als Friedrich von Lothringen geboren und gilt als der Letzte der fünf traditionellen „deutschen“ Reformpäpste. Stephan IX. wird auch als französischer Papst betrachtet.

## Spätmittelalter

### Hadrian VI.
Hadrian VI. wurde 1459 als Adriaan Floriszoon (Florenszoon) Boeyens in Utrecht, in den Burgundischen Niederlanden, geboren. Er hatte Niederländisch als Muttersprache.
Die Frage der nationalen Zugehörigkeit Hadrians VI. hatte eine politische Komponente: sie war mit Ansprüchen auf die Grabkirche Hadrians VI., Santa Maria dell’Anima in Rom, verbunden. Santa Maria dell’Anima wurde 1350 von niederländischen Kaufleuten gestiftet und entwickelte sich im 16. Jahrhundert als Hospiz für Pilger aus den Gebieten des Heiligen Römischen Reiches, vor allem aus den niederländischsprachigen Gebieten Flandern und Brabant, welche jahrhundertelang von der Habsburgermonarchie regiert wurden (und seit 1830 überwiegend zum neuentstandenen Königreich Belgien gehören). Die in der Kirche ansässige Bruderschaft von S. Maria dell’Anima war entsprechend ursprünglich von Mitgliedern aus dem niederländischen Sprachraum dominiert, im 16. Jahrhundert erfolgte allerdings eine Verdrängung durch deutschsprachige Mitglieder. Ab 1815 versuchten zunächst das Kaisertum Österreich und (nach 1830) dann auch das Königreich Belgien, die Santa Maria dell’Anima als Nationalkirche zu beanspruchen. Mit dem Erscheinen des 1. Bandes des Buches Die deutschen Päpste von Constantin Höfler im Jahr 1839 wurde Hadrian VI., im Rahmen des romantischen Nationalismus, zum ersten Mal als Deutscher dargestellt. Zusammen mit der Lösung des österreichisch-belgischen-Konflikts zu Gunsten Österreichs, wonach 1859 ein deutsch-österreichisches Priesterkolleg und die Nationalkirche der deutschsprachigen katholischen Gemeinde in der Santa Maria dell’Anima errichtet wurde, etablierte diese Veröffentlichung die Idee Hadrians als deutschem Papst in der deutschen Geschichtsschreibung. Die Darstellung von Hadrian VI. als Deutscher war jedoch nicht omnipräsent im Deutschland des 19. Jahrhunderts, prominente Historiker und Theologen, wie Karl von Hase, Hermann Gustav Hasse und Karl Rudolf Hagenbach bestimmten Hadrian explizit als Niederländer. Mit der Aufnahme der Liste Höflers im deutschen Geschichtsunterricht entwickelte sich die Konzeption von Hadrian VI. als „letzter deutscher Papst“ aber zu einer weit verbreiteten Auffassung.
In englischsprachigen Publikationen wird Hadrian VI. als niederländisch bezeichnet. In den Niederlanden, wo Hadrian als der einzige niederländische Papst gilt, wurde die Darstellung Hadrians VI. als deutscher Papst nicht akzeptiert. So wurde die zuletzt veröffentlichte und einzige aus dem Deutschen ins Niederländische übersetzte Biographie Hadrians VI. von Else Hocks aus dem Jahr 1939, in den Niederlanden nicht unter dem Originaltitel „Der letzte deutsche Papst. Adrian VI.“ herausgegeben. Stattdessen wurde die Biographie, obwohl die Niederlande zu dieser Zeit unter deutscher Besatzung standen, bearbeitet und unter den Titeln „Papst Adrian VI: der Sohn eines Zimmermanns auf dem Heiligen Stuhl Petri“ (1942) und „Papst Adrian VI: Der Papst aus den Niederlanden“ (1944) veröffentlicht.
In manchen gegenwärtigen Iterationen der „acht deutschen Päpste“ Höflers betonen deutsche Autoren den niederländischen Ursprung Hadrians VI., dessen Kategorisierung als „deutsch“ vor allem im Rahmen des Jurisdiktionsbereichs des Heiligen Römischen Reichs zu verstehen sei. Rudolf Hein beschreibt, dass Hadrian VI. sich während seines Papsttums vor allem mit Personen aus den Kreisen der burgundischen Niederlande und des spanischen Hofes umringte.

## Neuzeit

### Benedikt XVI.
Benedikt XVI. (1927–2022) wurde 1927 als Joseph Aloisius Ratzinger in Marktl im Deutschen Reich geboren. Er war der einzige Papst, der nach der Bildung der modernen deutschen Nation geboren wurde. Ebenfalls war er der einzige Papst mit deutscher Staatsbürgerschaft. Mit mehr als sieben Jahren war Benedikt XVI. der am längsten regierende deutsche Papst.